# Babos család
A nemespanni Babos család egy Nyitra vármegyei és Verebélyi széki valószínűleg egyházi nemesi eredetű család.
Babos nevűek már 1349-ben felbukkannak, valószínűleg testi tulajdonságot jelölő értelme miatt azonban nagyon elterjedt családnévként. 1525-ben Menyhén és Csitáron bukkan fel Babws nevű.
Ezen család valószínűleg a Verebélyi szék egyházi nemesei közé tartozott. Első ismert tagja Zsigmond, akinek gyermekei 1536-ban János, Miklós, Pál, István és Benedek voltak. Legjelentősebb ismert tagja Babos Mihály a verebélyi szék alispánja 1592-ben, aki a Bars vármegyei Tajnára költözött.
Szintén a 16. század első felében bukkannak fel Nyitraivánkán is, ahonnét a család egyik ága másik előnevét is veszi. 1571-ben Abstemius Pál nyitrai püspök pani Babos János 5 fivérének és másoknak özv. Patvaróczy Gergelyné, Foris Imrénének kissurányi nemesi kúriájára és más birtokrészeire új adományt ad. Babos Pálnak 1575-ben három gyermeke Anna (Kereskényi Istvánné) Köröskényen, János és György élt. Ekkor ürményi birtokukat eladták tardoskeddi Benke Máténak. 1611-ben Baboos István tanúskodott Bakits Péter mellett, Révay Ferenc hűtlenségi perében felesége Forgách Zsuzsanna ellen. Az 1622-ből ismert rájuk vonatkozó utolsó forrás szerint Babos András eladta Ivánkán egy rétjét és 12 ár szántóföldjét Litassy Istvánnak. Babos Magdolna ekkor Felsőköröskényen élt. Andrással valószínűleg kihalt ezen ivánkai ág.
1641-ben panyi Babos másként Ispán Tamás elhunytával, unokaöccse Szegesdy István eladta annak récsei kúriáját Veszteniczky János Ignácnak.
1654-ben Alsó- és Felsőszőlősi birtokrészek ügyében említik a családot.
1683-ban Babos István esett el a párkányi csatában. 1718-ban a Babos János elszármazott fiának Györgynek nemességét vizsgálták, nemeslevelét is keresték. Féltestvére ifj. János Léván lakott. A 18. század első felében Babos János volt birtokos Nemespannon, később János és valószínűleg fia Ferenc. 1809-ben Babós Ferencet vették fel a nemespanni nemesek jegyzékébe.
Címerük egyelőre nem ismert. Nem kizárható azonban hogy volt armálisuk és hogy a Vas megyei Babos család esetleg szintén tőlük származik.